# Kacper Smoliński (Musiker)
Kacper Smoliński (* 8. Dezember 1990 in Sztum) ist ein polnischer Jazzmusiker (Mundharmonika, Komposition).

## Wirken
Smoliński studierte ab 2009 zunächst Tontechnik an der Adam-Mickiewicz-Universität in Poznań; ab 2013 studierte er Jazz-Mundharmonika an der Musikhochschule Poznań bei Krzesimir Dębski und von 2014 bis 2019 am Jazz-Institut Berlin.
Smoliński arbeitete mit Włodek Pawlik, mit dem polnisch-ukrainischen Quartett Dagadana und mit Mo’ Blow zusammen und ist mit Künstlern wie Leszek Możdżer, Billy Cobham, Agnieszka Duczmal, dem Tingvall Trio, Vinx, Jean-Luc Ponty, Stanley Jordan, E. J. Strickland und Monika Borzym aufgetreten. Er ist Mitbegründer des Weezdob Collective, mit dem bisher drei Alben erschienen, und ist Mitglied des Poznań Jazz Philharmonic Orchestra, mit dem 2018 das Album Żuławskie Wierzby erschien. Weiterhin ist er einer der Initiatoren der All-Star-Band Jazz Forum Talents (Jammin’ with KC, 2020). Außerdem leitet er sein eigenes Quintett. Im Bereich des Third Stream interpretierte er Krzysztof Herdzins Concerto for Harmonica and String Orchestra. Zudem ist er auf Alben von Piotr Scholz, Stanisława Celińska und Sylwia Grzeszczak zu hören.

## Preise und Auszeichnungen
Smoliński hat zahlreiche Preise gewonnen, etwa den Grand Prix bei Jazz nad Odrą 2018 und den Grand Prix der Blue Note Jazz Competition 2016. 2019 erhielt er den Preis für den besten Solisten bei der Internationalen Jazzwoche Burghausen, nachdem er bereits 2018 mit einem Sonderpreis für die größte Individualität beim Wettbewerb von Jazz nad Odrą ausgezeichnet wurde. Außerdem führte er 2019 und 2020 in der Umfrage Jazz Top des Magazins Jazz Forum in der Kategorie der „verschiedenen Instrumente“.